# Тайваньский поход
Тайваньский поход (яп. 台湾出兵 тайван сюппэй) — военная операция Японии в мае — июне 1874 года на острове Тайвань, находившемся в составе империи Цин. Был реакцией на убийства японских подданных (команды торговой джонки государства Рюкю) тайваньскими аборигенами. Японские войска захватили юг острова и требовали от властей Цинской империи взять на себя ответственность за убийства. Благодаря посредничеству Великобритании Япония вывела свои войска в обмен на уплату китайцами репараций.

## Предыстория

### Муданьский инцидент
Частые кораблекрушения у южных берегов Тайваня способствовали росту морских разбоев, но пиратство ограничивалось здесь только нападением на суда, выброшенные на берег или заштилевавшие близ берега.
В 1871 году на цинском Тайване произошёл дипломатический инцидент. Местные аборигены пайваньских племён из села Мудань убили 54 японских рыбака с острова Миякодзима Рюкюского архипелага, которых случайно прибило морем к юго-восточному побережью Тайваня. Главные зачинщики этой резни были выходцами из племён Боотанг и Куарут. 12 оставшихся в живых членов экипажа были спасены китайцами и доставлены в Тайнань, откуда были переданы сановникам провинции Фуцзянь, а затем по договорённости отправлены домой. Управляющий архипелагом Рюкю Ояма Цунаёси, заместитель главы префектуры Кагосима, доложил об инциденте японскому центральному правительству, требуя мести, однако решение по этому делу отложили.

### Дипломатические манёвры
В 1873 году произошёл второй подобный инцидент — тайваньские аборигены напали на японский корабль из села Касива префектуры Окаяма, потерпевшего крушение в тайваньских водах, и забили насмерть четырёх членов команды. Это событие привело в ярость японскую общественность, потребовавшую от властей принятия решительных мер. Направленный ко двору императора Цин министр иностранных дел Соэдзима Танэоми был принят на аудиенции императором Тунчжи и обратился к китайской стороне с требованием возместить убытки. В ответ Министерство иностранных дел Цинской империи заявило, что хотя Тайвань принадлежит Китаю, тайваньские аборигены (кит. трад. 台灣生番, пиньинь Táiwān shēngfān, палл. Тайвань шэнфань) являются южными варварами, которые не признают верховенства цинского императора, поэтому последний не несёт ответственности за их действия.
Стоит отметить, что до 1895 года (то есть, до передачи острова Японии по Симоносекскому договору) остров делился на две зоны:
- Западную равнинную, где основное население составляли мигранты из Фуцзяни и Гуандуна. Здесь же жило смешанное с ними коренное земледельческое население — т. н. «равнинные поселенцы» (пинбу).
- Восточную горную, где с XVII века действовали ограничения на китайскую миграцию (т. н. фэншаньлин — указ о закрытии гор). Здесь не существовало китайской администрации, а местное население (шэнфань или гаошань — «горцы») управлялось старейшинами.

Между тем в Японии нарастало общественное недовольство, вызванное политическим кризисом, непопулярными реформами и вспышкой Сагского восстания. Чарльз Лежандр, американский генерал и советник по военным и внешнеполитическим вопросам на службе японского правительства, а также Гюстав Эмиль Буассонад, юридический консультант, призывали Японию взять дело в свои руки. Японское правительство решило воспользоваться прошлогодними инцидентами и осуществить карательный поход на Тайвань для снятия социального напряжения внутри страны. В апреле 1874 года оно начало подготовку для военной экспедиции, назначило Императорского советника Окуму Сигэнобу главой Тайваньского удельной канцелярии, а генерал-лейтенанта Сайго Цугумити — командующим войсками этой канцелярии. Помимо сухопутных, задействованы были внушительные военно-морские силы, в частности, построенный незадолго до этих событий в Англии броненосный корвет «Рюдзё». Однако вскоре правительство остановило приготовления из-за протестов послов Великобритании и США, которые заявили, что вторжение на Тайвань «дестабилизирует мир на Дальнем Востоке».

## Экспедиция

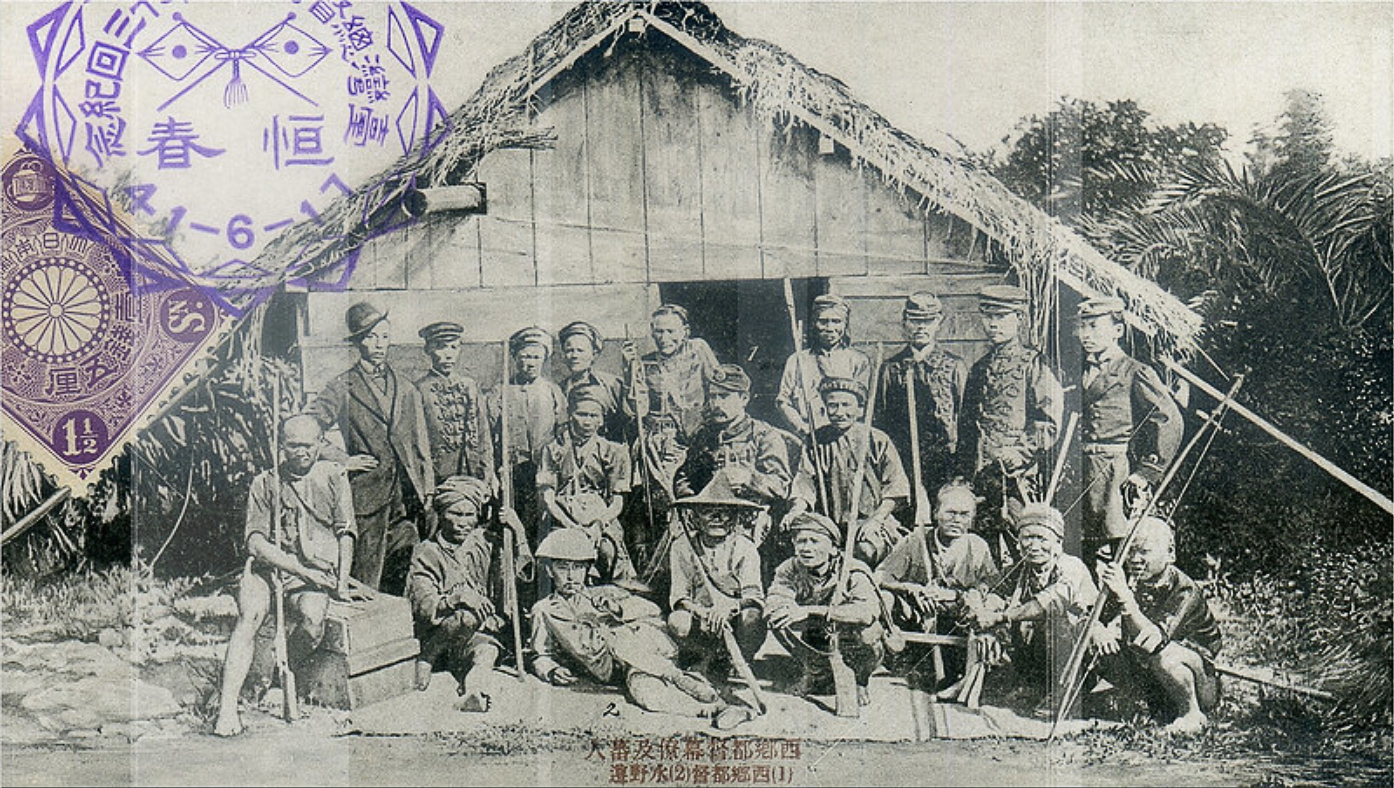
Солдаты Тайваньского похода

Несмотря на международное давление, в середине мая 1874 года 3-тысячный контингент Императорской армии Японии под командованием Сайго Цугумити самовольно отправился на Тайвань, в связи с чем японские власти были вынуждены признать легитимность похода постфактум. 22 мая 1874 года японцы собрали свои войска в тайваньском порту поселка Шэляо и начали карательную акцию против аборигенов пайвань. Туземцы отнеслись к японцам прямо враждебно и сами подали повод к открытию военных действий убийством нескольких японских солдат, неосторожно удалившихся от лагеря. На другой день генерал Сайго отправил отряд войска в горы, который, разрушив туземную деревню и уничтожив большинство мужского её населения, возвратился в тот же вечер с весьма незначительными потерями. После этого многие племена сложили оружие и добровольно сдались японцам; только Боотанг, Кускут и Куарут остались по-прежнему враждебны.
Желая одним решительным ударом обессилить противников, Сайго направил теперь всю свою силу на Боотангов, как на самых могущественных и упрямых из всех своих противников. 13 июня японское войско, разделённое на три отряда, вступило с разных сторон на враждебную территорию. Японцы практически не встретили сильного сопротивления, но положение их было весьма затруднительным — природные условия были против них: обильный дождь, господствующий в это время года, разливы рек и стремительное их течение, отсутствие дорог и, наконец, незнание местности влекли за собою много лишений и непредвиденных препятствий; кроме того, постоянная сырость, сильная жара и изнурительные работы вредно влияли на здоровье членов экспедиции, и многие заболели лихорадкою. Горцы же, избегая по возможности открытого боя, слишком для них неравного, обстреливали японцев безнаказанно из-за неприступных скал и тревожили их неожиданными набегами. Собственно боевые потери японцев была незначительны и составили лишь 12 человек, но зато 561 японский солдат погиб от малярии.

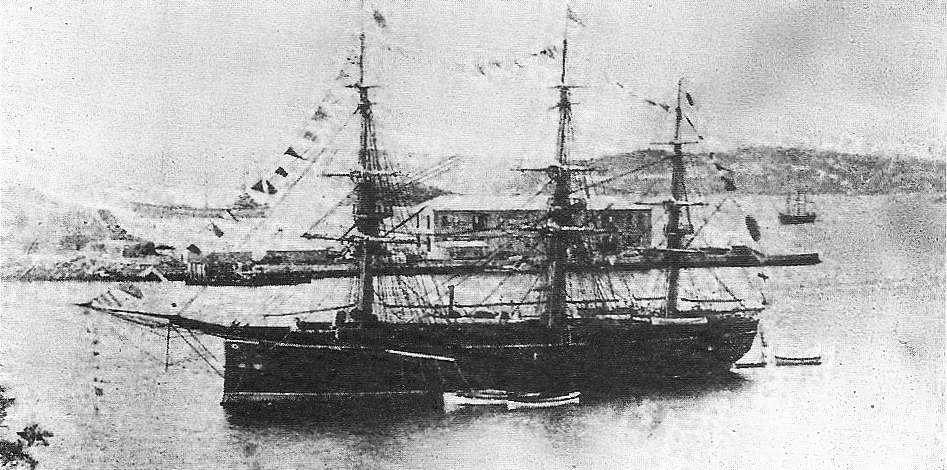
«Рюдзё» — флагманский корабль Тайваньского похода

Действия Императорской армии Японии вызвали протест цинских властей, которые потребовали немедленного вывода японских войск с территории Тайваня. Тэрасима, который заменил Соэдзиму на посту министра иностранных дел, опасаясь дипломатических осложнений, послал Окубо в Нагасаки, чтобы приостановить экспедицию. В августе 1874 года посол Японии Окубо Тосимити прибыл в Китай, где начал переговоры с Цзунлиямэнем (цинским министерством иностранных дел).
Из-за непримиримости сторон переговорный процесс зашёл в тупик и только при посредничестве британского посла в Китае Томаса Уэйда был найден компромисс. Китай, озабоченный подготовкой к большой войне с Йеттишаром (мусульманское государство в Синьцзяне, возникшее в результате дунганского восстания), согласился на мирное урегулирование. 31 октября Японская и Цинская империи, представленные соответственно Окубо и князем Гуном, заключили перемирие, по которому японцы выводили войска с Тайваня, а китайцы выплачивали контрибуции пострадавшим японским морякам и родственникам погибших. Это был первый международный договор, который признавал за Японией суверенитет над архипелагом Рюкю, поскольку пострадавшие рюкюсцы трактовались как подданные Японии.
Китай должен был выплатить 500000 лян (порядка 18,7 тонн серебра) в качестве контрибуции: 100000 лян на компенсацию семьям убитых рыбаков, и 400000 лян в счёт расходов, понесённых японским правительством при прокладке дорог и возведении зданий на острове. К тому же цинские власти становились ответственными за все случаи морского разбоя, как на острове, так и в китайских водах. Японцы же предоставили всю Формозу китайцам и обязывались к 20 декабря 1874 года очистить остров. Через день после ухода японской экспедиции лагерь превратился в пепел — китайцы сожгли всё купленное, считая унизительным пользоваться им.
Командующий экспедицией генерал-лейтенант Сайго Цугумити стал за этот поход первым награждённым орденом Восходящего солнца на Большой ленте не из числа императорской семьи, награждение произведено в феврале 1876 года.